# Khalifa Kambi
Khalifa A. M. Kambi auch Kalifa Kambi (* Mai 1955 in Karantaba; † 20. Dezember 2011 in Bakau) war stellvertretender Minister für Landwirtschaft (englisch Deputy Minister of Agriculture) des westafrikanischen Staates Gambia.

## Leben
Kambi besuchte 1962–1968 die Primary School und 1968–1969 die Secondary School. 1969–1974 besuchte er die Armitage High School. Auf dem Gambia College, das er von 1975 bis 1977 besuchte, erlangte er ein Zertifikat in Allgemeine Landwirtschaft. In Tansania erwarb er 1988–1990 ein Diplom in Erwachsenenbildung. Seinen MA in ländliche soziale Entwicklung auf der Universität London erlangte er 1996 bis 1997.
Als landwirtschaftlicher Berater in der North Bank Region begann er 1977 im öffentlichen Dienst und war hier bis 1982 tätig. Von 1983 bis 1987 war er als Trainer an der landwirtschaftlichen Ausbildung-Abteilung des Department of Agriculture. Als Direktor des Chamen Self-Development and Training Centre war er von 1992 bis 2002 angestellt.
| Parlamentswahl | Stimmen | Stimmanteil |
| -------------- | ------- | ----------- |
| 2002           | n/a     | gewählt     |
| 2007           | 1.912   | 43,46 %     |

In der Legislaturperiode 2002 bis 2007 war er gewählter Abgeordneter des Distrikts Kiang West der Alliance for Patriotic Reorientation and Construction (APRC) in die National Assembly. Bei der Wiederwahl 2007 verlor er sein Sitz an die Opposition. Während seiner Zeit als Abgeordneter war er Vorsitzender des Ausschusses für Landwirtschaft und ländliche Entwicklung. In der Zeit von gleichzeitig Abgeordneter (2004–2009) des Panafrikanischen Parlaments der Afrikanischen Union. In der Zeit von März 2004 bis Januar 2007 war im Ausschuss für ländliche Wirtschaft, Landwirtschaft und Bodenschätze.
Am 23. April 2010 wurde Kambi von Präsident Yahya Jammeh ins Kabinett als stellvertretender Minister für Landwirtschaft (englisch Deputy Minister of Agriculture) berufen und wurde Nachfolger von Momodou Seedy Kah, der in den diplomatischen Dienst geht.
Kambi verstarb am 20. Dezember 2011 im Medical Research Council.